# Павел Магда
Павел Магда (свк. Pavеl/Pavol Magda; мађ. Magda Pál; Рожњава, 29. јун 1770 - Шарошпатак, 23. јул 1841) био је словачки педагог, географ, статистичар и четврти директор Карловачке гимназије.

## Порекло
Отац му је био Мартин Магда, а мајка Марија (рођ. Часар). По националности је био Мађар пореклом са југа данашње Словачке (тадашње Горње Угарске).

## Образовање
Гимназију је похађао у Рожњави, а евангелички лицеј у Кежмарку и Пожуну. Филозофију је студирао на Универзитету у Јени (1792-1794).

## Каријера
По повратку са студија радио је као васпитач у породици Сирмаи у Спишкој Новој Веси. Од 1797. радио је у многим гимназијама у Угарској (1797. у Штитњику, 1809. у Љевочи, 1810. у Банској Бистрици, 1814. у Шопрону, 1822. у Сремским Карловцима, 1825. у Шарошпатаку, 1830-38. у Сарвашу).
Предавао је латински и немачки језик, историју, канонско право, филозофију, природну историју, народну економију.
Аутор је географско-демографских радова, а бавио се и пољопривредном едукацијом. Неколико његових дела остало је у рукопису.
Од 1834. био је кореспондентни члан Мађарске академије наука.

## Боравак у Карловцима
Директор Карловачке гимназије био је од 1821. до 1825. године. Због своје евангеличке вере и мађарске оријентације био је прогоњен од стране власти у Бечу. Дворски ратни савет је у споразуму са Угарском дворском канцеларијом издао наредбу да евангелици не могу бити професори у православним школама. Пошто је стекао симпатије Карловчана својим радом у гимназији куратори школе поднели су молбу Патронату да буде остављен у служби док не пронађе други ангажман. Патронат је задржао Магду на директорској функцији, а на његово место професора у разредима човечности поставио Јакова Герчића.

## Избор из библиографије
- De discrimine, in quo scholae Hungariae cum tota re evangelica vensantur (Банска Бистрица, 1811)
- Magyar országnak és a határ őrző katonaság vidékinek leg újabb statistikai és geográphiai leírása (Пешта, 1819)
- Oratio inauguralis de originali forma hominis (Шарошпатак, 1826)
- Neueste statistisch-geographische Beschreibung des Königreichs Ungarn, Croatien, Slavonien und der ungarischen Militär-Grenze (Лајпциг, 1832)